# Pawieł Krotow
Pawieł Wadimowicz Krotow (ros. Павел Вадимович Кротов; ur. 24 kwietnia 1992 w Jarosławiu, zm. 25 marca 2023) – rosyjski narciarz dowolny, specjalizujący się w skokach akrobatycznych. W 2018 roku zajął czwarte miejsce na igrzyskach olimpijskich w Pjongczangu, przegrywając walkę o podium ze swym rodakiem, Ilją Burowem. Był też między innymi czwarty na mistrzostwach świata w Deer Valley w 2019 roku. Najlepsze wyniki w Pucharze Świata osiągnął w sezonie 2019/2020, kiedy to zajął 2. miejsce w klasyfikacji skoków. W marcu 2021 roku zdobył brązowy medal indywidualnie oraz złoty w drużynie podczas mistrzostw świata w Ałmaty.

## Osiągnięcia

### Igrzyska olimpijskie
| Miejsce | Dzień     | Rok  | Miejscowość | Konkurencja        | Zwycięzca           |
| ------- | --------- | ---- | ----------- | ------------------ | ------------------- |
| 10.     | 17 lutego | 2014 | Soczi       | Skoki akrobatyczne | Anton Kusznir       |
| 4.      | 18 lutego | 2018 | Pjongczang  | Skoki akrobatyczne | Ołeksandr Abramenko |

### Mistrzostwa świata
| Miejsce | Dzień       | Rok  | Miejscowość | Konkurencja                  | Zwycięzca        |
| ------- | ----------- | ---- | ----------- | ---------------------------- | ---------------- |
| 18.     | 4 lutego    | 2011 | Deer Valley | Skoki akrobatyczne           | Warren Shouldice |
| 19.     | 15 stycznia | 2015 | Kreischberg | Skoki akrobatyczne           | Qi Guangpu       |
| 4.      | 6 lutego    | 2019 | Deer Valley | Skoki akrobatyczne           | Maksim Burow     |
| 3.      | 10 marca    | 2021 | Ałmaty      | Skoki akrobatyczne           | Maksim Burow     |
| 1.      | 11 marca    | 2021 | Ałmaty      | Skoki akrobatyczne drużynowo | –                |

### Puchar Świata

#### Miejsca w klasyfikacji generalnej
- sezon 2010/2011: 191.
- sezon 2011/2012: 32.
- sezon 2012/2013: 313.
- sezon 2013/2014: 27.
- sezon 2014/2015: 14.
- sezon 2015/2016: 79.
- sezon 2017/2018: 78.
- sezon 2018/2019: 87.
- sezon 2019/2020: 12.

Od sezonu 2020/2021 klasyfikacja skoków akrobatycznych jest jednocześnie klasyfikacją generalną.
- sezon 2020/2021: 5.

#### Miejsca na podium w zawodach
1. Mont Gabriel – 15 stycznia 2012 (skoki akrobatyczne) – 1. miejsce
2. Pekin – 20 grudnia 2014 (skoki akrobatyczne) – 2. miejsce
3. Moskwa – 15 lutego 2020 (skoki akrobatyczne) – 1. miejsce
4. Krasnojarsk – 8 marca 2020 (skoki akrobatyczne) – 2. miejsce
5. Ruka – 4 grudnia 2020 (skoki) – 2. miejsce
6. Jarosław – 16 stycznia 2021 (skoki) – 2. miejsce